# Spijkenisse
Spijkenisse es una ciudad del municipio de Nissewaard, en la isla de Voorne-Putten de la provincia de Holanda Meridional, al oeste de los Países Bajos.
La ciudad contaba en 2014 con una población aproximada de 73.000 habitantes y se encuentra en el río Oude Maas y el Hartelkanaal.
Spijkenisse fue un municipio independiente hasta el 1 de enero de 2015, cuando se fusionó con Bernisse para formar el nuevo municipio de Nissewaard.
El lugar de la ciudad ya estaba habitada en el Neolítico.
La iglesia de Dorpskerk es el edificio más antiguo y data de la Edad Media.
Spijkenisse es un punto final del Metro de Róterdam.
El Tour de Rijke es una carrera ciclista holandesa disputada en la ciudad.

## Nativos ilustres
- Afrojack (1987), DJ y productor;
- Kenji Gorré (1994), futbolista;
- Duncan Laurence (1994), cantautor; ganador del Festival de la Canción de Eurovisión 2019;
- Patrick van Luijk (1984), atleta;
- Emiel Mellaard (1966), atleta;
- Sied van Riel (1978), DJ;